# Roderich Dietze
Eduard Roderich Dietze (* 1. März 1909 in Glasgow; † 25. Mai 1960 in Bühlertal) war ein deutscher Sportreporter und Tischtennisnationalspieler.

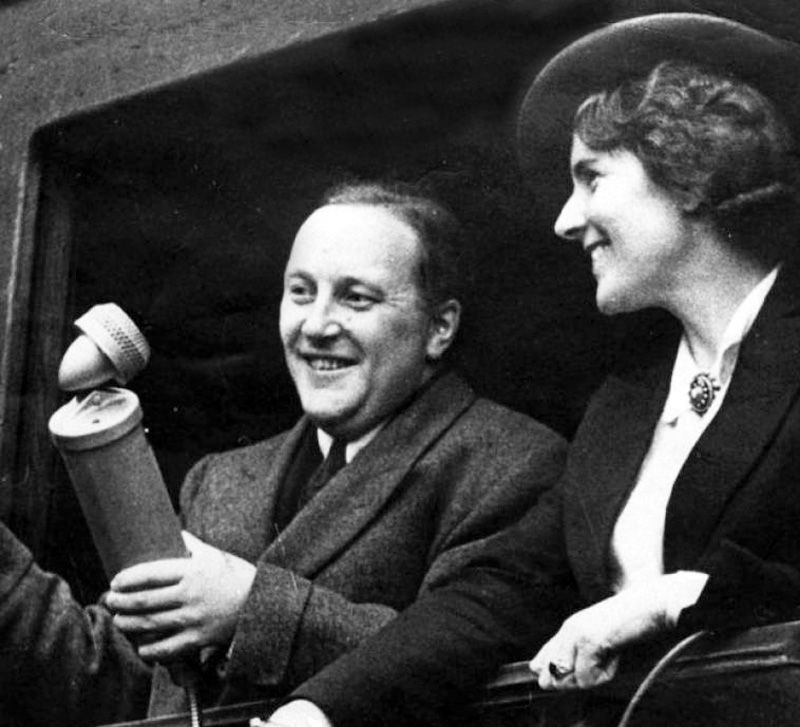
Roderich Dietze mit seiner Ehefrau Edith Dietze ter Meer, 1939

## Leben

### Journalist
Dietze war der Sohn eines in Schottland tätigen Auslandskaufmanns Roderich A.E. Dietze und von Elisabeth Smith. 1914 zog die Familie nach Deutschland. Seit 1932 war Dietze als Rundfunkreporter tätig. Vor dem Zweiten Weltkrieg kommentierte er Ereignisse aus den Bereichen Pferdesport, Motorsport, Tennis und Tischtennis. Unter der Leitung von Bernhard Ernst arbeitete er im Team mit Paul Laven und Rolf Wernicke. Bei den Olympischen Sommerspielen 1936 verpflichtete ihn der englische Rundfunk als Chefsprecher.
Nach dem Zweiten Weltkrieg wirkte er an der technischen Entwicklung des Fernsehens mit. Zuletzt war er Chefreporter des Südwestfunks.

### Tischtennis
Dietze spielte aktiv Tischtennis beim Verein TTC Gelb-Weiß Berlin, mit dem er 1933/34 deutscher Mannschaftsmeister wurde. Bei den internationalen deutschen Meisterschaften 1936/37 erreichte er im Doppel mit Rudi Schwager Platz vier. Mehrmals wurde er in der Nationalmannschaft eingesetzt. Nach dem Zweiten Weltkrieg übernahm er Aufgaben als Funktionär. So wurde er Sportwart im Tischtennis-Verband Niedersachsen und von 1950 bis 1951 Pressewart des Deutschen Tischtennis-Bundes DTTB. Er entwarf das Dietze-Paarkreuz-System, das nach ihm benannt wurde. Anfang der 1950er Jahre wurde er mit der Herrenmannschaft des SC Baden-Baden Südbadischer Pokalmeister.

### Privat
Dietze war seit 1939 verheiratet mit der Kunsthistorikerin und Modejournalistin Edith ter Meer (1904–1993), der Tochter des berühmten Tierpräparators Herman H. ter Meer. Die Ehe blieb kinderlos.

## Werke
- Eduard Roderich Dietze und Dr. Karl Wagenführ: Das Rundfunkwesen. In: Jacob Nagel und Hans Rackow (Hrsg.), Paul Peglow, Karl Dau, Emil Hundertmark, Hans Werner (Bearb.): Post- und Fernmeldewesen. Walter De Gruyter, Berlin 1942.